# Kellie Loder
Kellie Loder (nacida en 1988) es una personalidad del canto y  la composición independiente de Terranova, que toca la batería, guitarra y piano. Ha publicado dos álbumes (CCM) musicales contemporáneos cristianos: The Way en 2009 y Imperfections & Directions en el 2010.

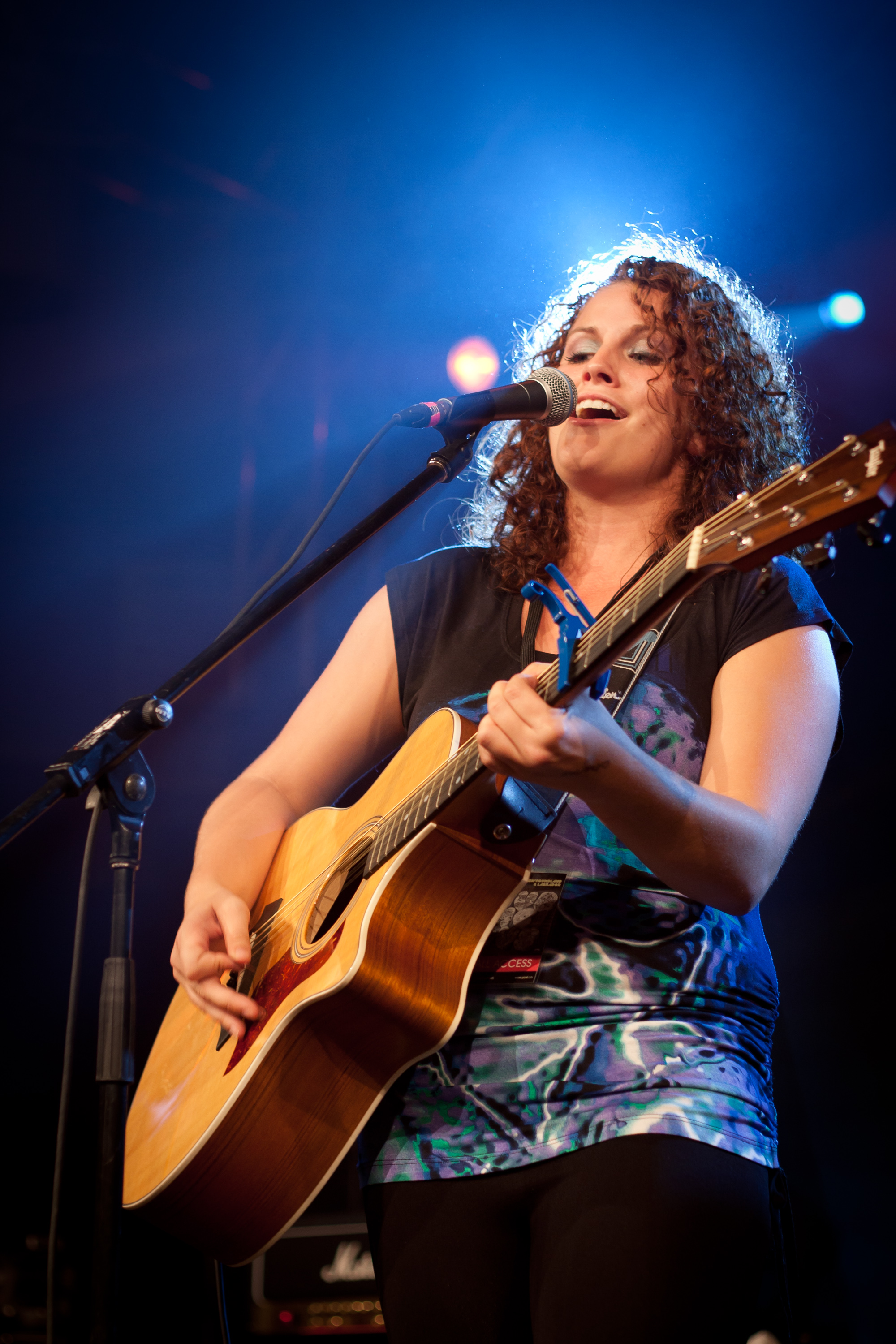
Kellie Loder en 2010

Kellie Loder nació de Christina y Bob Loder en 1988. Es de Badger, una ciudad en la provincia canadiense de Terranova y Labrador. Se considera su primera introducción a la música antes de nacer; según Loder, su madre a menudo colocaba los auriculares en su vientre cuando aun no había nacido. La música que escuchaba en esos momentos era de Michael W. Smith.